# Gabriele Patriarca (pittore)
Gabriele Patriarca (Roma, 10 luglio 1916 – Roma, 2 settembre 1988) è stato un pittore italiano. Esponente della pittura informale e proveniente dal movimento artistico dalla Scuola romana.

## Biografia
Studia all'Accademia del Nudo di Roma nel 1952 e cresce artisticamente all'interno di quella rivoluzione storica che segnò il distacco dalle regole e dagli schemi artistici classici a favore della modernità espressiva. Patriarca esordisce con l'arte figurativa, ma abbraccia le avanguardie del tempo nel sperimentare nuovi principi stilistici. Fu zio materno del pittore Paolo Salvati. I suoi dipinti sono stilizzati, minimalisti, i volti anonimi, senza nasi, perché esprimeva quella tendenza ad andare oltre. Dal 1954 partecipa a mostre come Quadriennale di Roma, Premio Nazionale del Paesaggio "Autostrada del Sole" al Palazzo delle Esposizioni a Roma dal 30 novembre 1961 al 7 gennaio 1962, insieme ae Giuseppe Capogrossi e Giorgio de Chirico, espone alla Biennale romana nel 1968 con Alberto Burri, Ugo Attardi e Fausto Pirandello.
Ha esposto al Premio Nazionale Due Sponde di Messina nel 1956, al Premio Nazionale di Ferrara nel 1957, al Premio Frattina dal 1957 al 1959, alla mostra d'arte sacra di Spello e Celano dal 1964 al 1966, al Premio Nazionale di Pittura a Catania nel 1965, in via Margutta con l'associazione Cento Pittori via Margutta, alle Biennali d'Arte Figurativa di Alatri a Palazzo Conti-Gentili, nel 1958, 1961 e 1962, 1975, 1977 e 1979. Nel 1974 alla Galleria l'Agostiniana di Piazza del Popolo a Roma, la sua ultima mostra personale. Ha ricevuto il primo premio alla mostra d'arte sacra San Bonaventura da Bagnoregio nel 1974 e il primo premio alla mostra d'arte mariana a Palazzo Barberini nel 1986. Muore a Roma il 2 settembre 1988. Nel giugno 1998, a dieci anni dalla morte, gli viene dedicata una mostra antologica presso la storica Galleria L'Agostiniana. Sue opere sono esposte al Museo Civico di Noto, alla Pinacoteca Comunale di Celano, alla Fondazione Monte dei Paschi di Siena, alle Chiese di Santa Maria del Popolo, al Museo Civico di Alatri, Rovereto e Spoleto, è stato Accademico Tiberino. Di lui hanno scritto Marcellino Venturoli, Renato Civello, Michele Biancale e Marta Lock.

## Cataloghi
- Catalogo, Quadriennale d'arte di Roma, Premio nazionale di paesaggio Autostrada del Sole, novembre 1961-gennaio 1962, Palazzo delle Esposizioni, Roma.[6]
- Catalogo, IV Rassegna di Arti Figurative di Roma e del Lazio, Edizioni dell'Ateneo, 1963, Roma, pp. 24.[7]
- Catalogo, Prima Mostra Nazionale d'Arte Sacra, Roma, 14-24 aprile 1965, pp. 21.[8]
- Catalogo, Biennale romana, De Luca editore, Roma, 1968.[9]
- Catalogo, Pittori e pittura contemporanea, Edizioni Il Quadrato 1970, Milano, pp. 487.
- Catalogo, Cinque momenti pittorici: Luisa Catanea, Carlomonti, Quirino Cervelli, Gabriele Patriarca, Carlo Speranza, a cura di Gaetano M. Bonifati, 1979.[10]
- Catalogo, Gabriele Patriarca, CIDA Edizioni d'Arte, 1986, Roma.[11]
- Catalogo, Gabriele Patriarca: Mostra antologica, Roma, 1948-1988.[12]

## Opere nei musei
- Museo civico di Alatri
- Museo civico archeologico di Noto Noto
- Fondazione Monte dei Paschi di Siena